# SCMS
El Serial Copy Management System (SCMS) fou un sistema de protecció creat en resposta a la invenció de les gravadores DAT, per evitar que es fessin còpies en sèrie de les gravacions.
El sistema SCMS incloïa un bit de control en l'arxiu copiat que identificava la gravació com a còpia, de forma que no es permetien posteriors còpies a partir d'aquesta. No obstant això, aquest sistema no limitava el nombre de còpies a partir de l'original. Cal dir que aquest sistema no fou cap mena de barrera per als furoners, que aviat van trobar la manera de neutralitzar la protecció.
El SCMS fou precursor de la tecnologia DRM que es fa servir avui en dia en informàtica per al control del maquinari i la informació digital.